# 鲁道夫·伊斯迈尔
鲁道夫·伊斯迈尔（德語：Rudolf Ismayr，1908年10月14日—1998年5月9日），德国男子举重运动员。他曾代表德国参加1932年和1936年夏季奥林匹克运动会举重比赛，获得一枚金牌和一枚银牌。